# (500053) 2011 UU123
(500053) 2011 UU123 es un asteroide perteneciente al cinturón exterior de asteroides, descubierto el 29 de septiembre de 2005 por el equipo del Mount Lemmon Survey desde el Observatorio del Monte Lemmon, Arizona, Estados Unidos.

## Designación y nombre
Designado provisionalmente como 2011 UU123.

## Características orbitales
2011 UU123 está situado a una distancia media del Sol de 3,306 ua, pudiendo alejarse hasta 4,293 ua y acercarse hasta 2,318 ua. Su excentricidad es 0,298 y la inclinación orbital 7,136 grados. Emplea 2195,62 días en completar una órbita alrededor del Sol.
Los próximos acercamientos a la órbita de Júpiter se producirán el 3 de agosto de 2036, el 3 de enero de 2048 y el 19 de noviembre de 2170, entre otros.

## Características físicas
La magnitud absoluta de 2011 UU123 es 16,4.